# ألبومين البيض

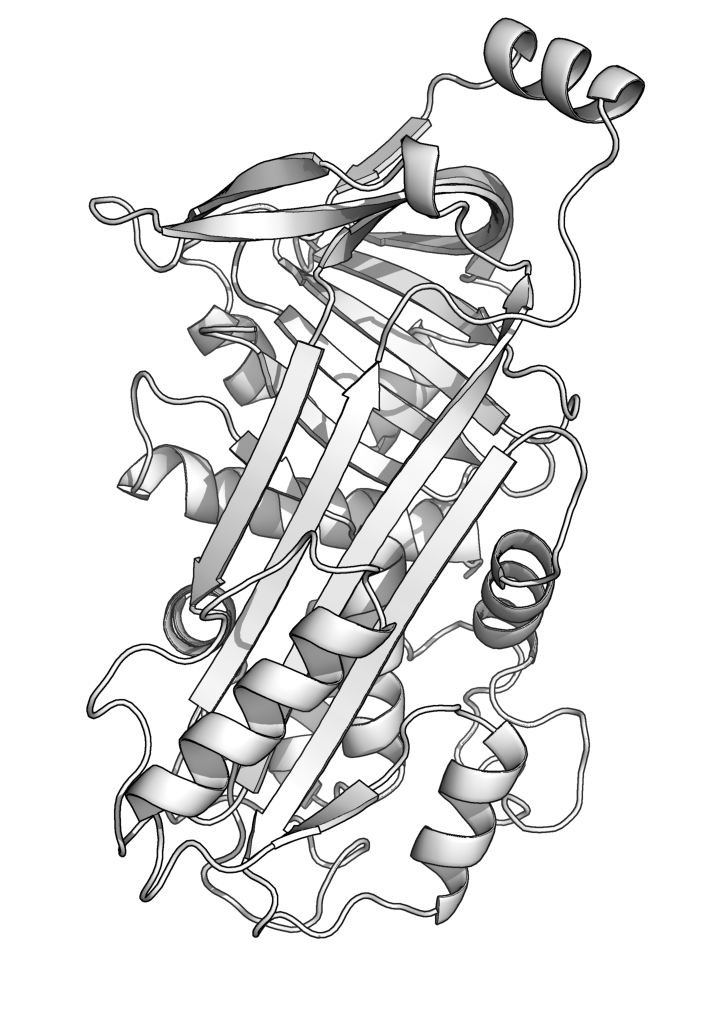
هيكل ألبومين البيض

ألبومين البيض أو آح البيض أو زُلال البيض (بالإنجليزية: Ovalbumin) ويُدعى اختصاراً OVA، هوَ البروتين الرئيسي الموجود في بياض البيض، حيثُ يُشكل حوالي 55% من البروتين الكُلي. يَظهر تسلسل ألبومين البيض والتماثل ثلاثي الأبعاد له بشكل مُشابه لطائفة السربين ولكنه يُخالف معظم السربينات بأنهَ ليسَ مُثبط لبروتييز السيرين. وَظيفة ألبومين البيض غير معروفة، ولكنهُ يُفترض بأنه بروتين تخزين.

## الأبحاث
ألبومين البيض من البرتينات المُهمة في عدد من مجالات البحث المختلفة، حيثُ تتضمن:
- الدراسات العامة لبنية وخصائص البروتين؛ وذلك لأنهُ متوافر بكمياتٍ كبيرة.
- دراسات تركيب ووظيفة السربين، حيثُ أنَّ حقيقة أنَّ ألبومين البيض لا يثبط البروتييز تُساعد في مقارنة هيكله مع السيربينات المثبطة، وبالتالي يمكن تحديد الخصائص الهيكلية المطلوبة للتثبيط.
- البروتيوميات، حيثُ يستعمل ألبومين بيض الدجاج كعلامة لمعايرو الوزن الجزيئي لهُلام الرحلان الكهربائي.
- في علم المناعة، حيثُ يستعمل لتحفيز رد الفعل التحسسي في مواد الاختبار.

## التركيب
يَتكون بروتين ألبومين البيض في الدجاج مِن 385 حمض أميني، وتبلغ كتلته الجزيئية 45 دالتون، حيثُ تعتمد على هيكله المُشابه للسربين. يحتوي ألبومين البيض على العديد من التعديلات حيثُ تتضمن أستلة طرفية (N-terminal acetylation) وَفسفتة (S68، S344) وَربط بالغليكوزيل (N292). يتم إفرازه من الخلية عن طريق ببتيد إشعاري (بقايا 21-47) بدلاً من تسلسل إشارة إن-الطرفية التي توجد في البروتينات الأُخرى. لا يتم شَق سلسلة إشارة ألبومين البيض ولكن تبقى كجزء من البروتين الناضج.

### التغير عن التسخين
عند تسخين ألبومين البيض يَحصل له تغييرات هيكلية من شكله السربيني القابل للذوبان إلى تركيب صحيفة بيتا غير قابل للذوبان مع وجود مناطق مُعرضة كارهة للماء، وهذا التغيير يؤدي إلى تَجمُع وتصلب مُرتبط بطبخ بياض البيض.

## المميزات الطبية
في حالات الاشتباه بحدوث تَسمم بالمعادن الثَقيلة (مثل الحديد) يُمكن إعطاء الشخص ألبومين البيض، حيثُ يعمل ألبومين البيض على التَمخلُب مع المعادن الثَقيلة فيقوم بحصر أيونات المعادن داخل رابطة السلفهيدريل في البروتين. يمنع التمخلب عملية امتصاص المعادن نحو سبيل الجهاز الهضمي وبالتالي يمنع حدوث التَسمم.

## روابط خارجية
- Ovalbumin في المكتبة الوطنية الأمريكية للطب نظام فهرسة المواضيع الطبية (MeSH).